# Campionato Pernambucano 2022
Il Campionato Pernambucano 2022 è stata la 108ª edizione della massima serie del Campionato Pernambucano, iniziata il 22 gennaio 2022 e conclusasi il 3 aprile successivo.

## Squadre partecipanti
| Squadra          | Allenatore        |
| ---------------- | ----------------- |
| Afogados         | Sérgio China      |
| Caruaru City     | Thyago Marcolino  |
| Íbis             | Carlos Alberto    |
| Náutico          | Roberto Fernandes |
| Retrô            | Dico Woolley      |
| Salgueiro        | Sílvio Criciúma   |
| Santa Cruz       | Leston Júnior     |
| Sete de Setembro | Roberto Neves     |
| Sport Recife     | Gilmar Dal Pozzo  |
| Vera Cruz        | Gabriel Lisboa    |

## Prima fase
| Pos. | Squadra          | Pt | G | V | N | P | GF | GS | DR  |
| ---- | ---------------- | -- | - | - | - | - | -- | -- | --- |
| 1    | Retrô            | 22 | 9 | 7 | 1 | 1 | 21 | 7  | +14 |
| 2    | Náutico          | 17 | 9 | 5 | 2 | 2 | 15 | 8  | +7  |
| 3    | Santa Cruz       | 17 | 9 | 5 | 2 | 2 | 19 | 14 | +5  |
| 4    | Sport Recife     | 16 | 9 | 4 | 4 | 1 | 22 | 9  | +13 |
| 5    | Salgueiro        | 15 | 9 | 4 | 3 | 2 | 16 | 11 | +5  |
| 6    | Caruaru City     | 12 | 9 | 3 | 3 | 3 | 14 | 12 | +2  |
| 7    | Afogados         | 10 | 9 | 2 | 4 | 3 | 13 | 18 | –5  |
| 8    | Vera Cruz        | 6  | 9 | 1 | 3 | 4 | 14 | 18 | –4  |
| 9    | Íbis             | 5  | 9 | 1 | 2 | 6 | 4  | 16 | –12 |
| 10   | Sete de Setembro | 0  | 9 | 1 | 0 |   | 4  | 29 | –25 |

Legenda:
      Ammesse alle semifinali della fase finale.
      Ammesse ai quarti di finale della fase finale.
      Ammesse alla poule retrocessione
Note:
Tre punti a vittoria, uno a pareggio, zero a sconfitta.

## Poule retrocessione
| Pos. | Squadra          | Pt | G | V | N | P | GF | GS | DR |
| ---- | ---------------- | -- | - | - | - | - | -- | -- | -- |
| 1    | Afogados         | 5  | 3 | 1 | 2 | 0 | 5  | 2  | +3 |
| 2    | Íbis             | 5  | 3 | 1 | 2 | 0 | 4  | 2  | +2 |
| 3    | Sete de Setembro | 3  | 3 | 0 | 3 | 0 | 3  | 3  | 0  |
| 4    | Vera Cruz        | 1  | 3 | 0 | 1 | 2 | 3  | 8  | –5 |

Legenda:
      Retrocesse in Segunda Divisão 2023
Note:
Tre punti a vittoria, uno a pareggio, zero a sconfitta.

## Fase finale

### Quarti di fase
| Squadra 1    | Risultato       | Squadra 2    |
| ------------ | --------------- | ------------ |
| Sport Recife | 2 – 2 (2-4 dtr) | Salgueiro    |
| Santa Cruz   | 3 – 0           | Caruaru City |

### Semifinali
| Squadra 1 | Risultato       | Squadra 2  |
| --------- | --------------- | ---------- |
| Retrô     | 1 – 0           | Salgueiro  |
| Náutico   | 0 – 0 (4-3 dtr) | Santa Cruz |

### Finale
| Squadra 1 | Totale          | Squadra 2 | Andata | Ritorno |
| --------- | --------------- | --------- | ------ | ------- |
| Retrô     | 1 – 1 (2-4 dtr) | Náutico   | 1 – 0  | 0 – 1   |